# 花园口立交桥
花园口立交桥位于中华人民共和国河南省郑州市惠济区花园口镇，地处中州大道、花园北路与大河路的相交处。花园口立交桥北距郑州黄河公路大桥约3千米，为黄河以北进出郑州市区的重要枢纽。

## 设计
花园口立交桥为全互通式枢纽立交桥，其中地面辅道下挖2.0-2.5米，作为负一层，以沟通各方向地面交通。东西向的大河路地面道路主线及各右转匝道位于一层，由大河路东段转花园路及中州大道的匝道位于三层，其他方向的匝道位于二层。立交桥最高点距地面18.68米，项目道路、桥梁采用公路一级标准，雨、污水采用城市道路标准。

## 历史
随着郑东新区的规划建设和郑州市城市建设的发展，原先的107国道（现中州大道）逐渐成为市内道路，为疏解过境交通，郑州市于2003年12月开始建设107国道辅道工程。107国道辅道（现北段为大河路东段，东段为东三环）从郑州黄河公路大桥以南花园口镇向东，在与原107国道相交处建有一座非全互通式的立交桥。
2009年6月28日，花园口互通式立交桥动工建设，并于2010年10月8日实现主线通车。工程总投资6.8亿元，当时为河南省最大的新建立交桥工程。
2017年底，郑州市开工建设四环路及大河路快速化工程，大河路路面上新建高架快速路。新建的大河路快速路高架主线从花园口立交桥上方横跨，并在花园口立交桥东西两侧设上下桥匝道连接高架主线与大河路地面道路，大河路高架主线上的机动车若前往花园路及中州大道，需先下至地面层才能驶入花园口立交桥的匝道。该工程高架主线已于2020年6月29日通车。